# Slov-Air
Slov-Air, podnik pre leteckú činnosť (někdy také Slov Air či SlovAir) byl státní podnik existující od roku 1969 do roku 2001 na území Československa a později Slovenska. Vrtulníky byly používány pro stavebně montážní práce, geofyzikální průzkum, vztyčování stožárů vysokého napětí a pro další činnosti, ale jejich největší význam se projevil se vznikem letecké záchranné služby v Československu v roce 1987. V roce 1991 přešla na Slov-Air slovenská část majetku Československých aerolinií.

## Historie

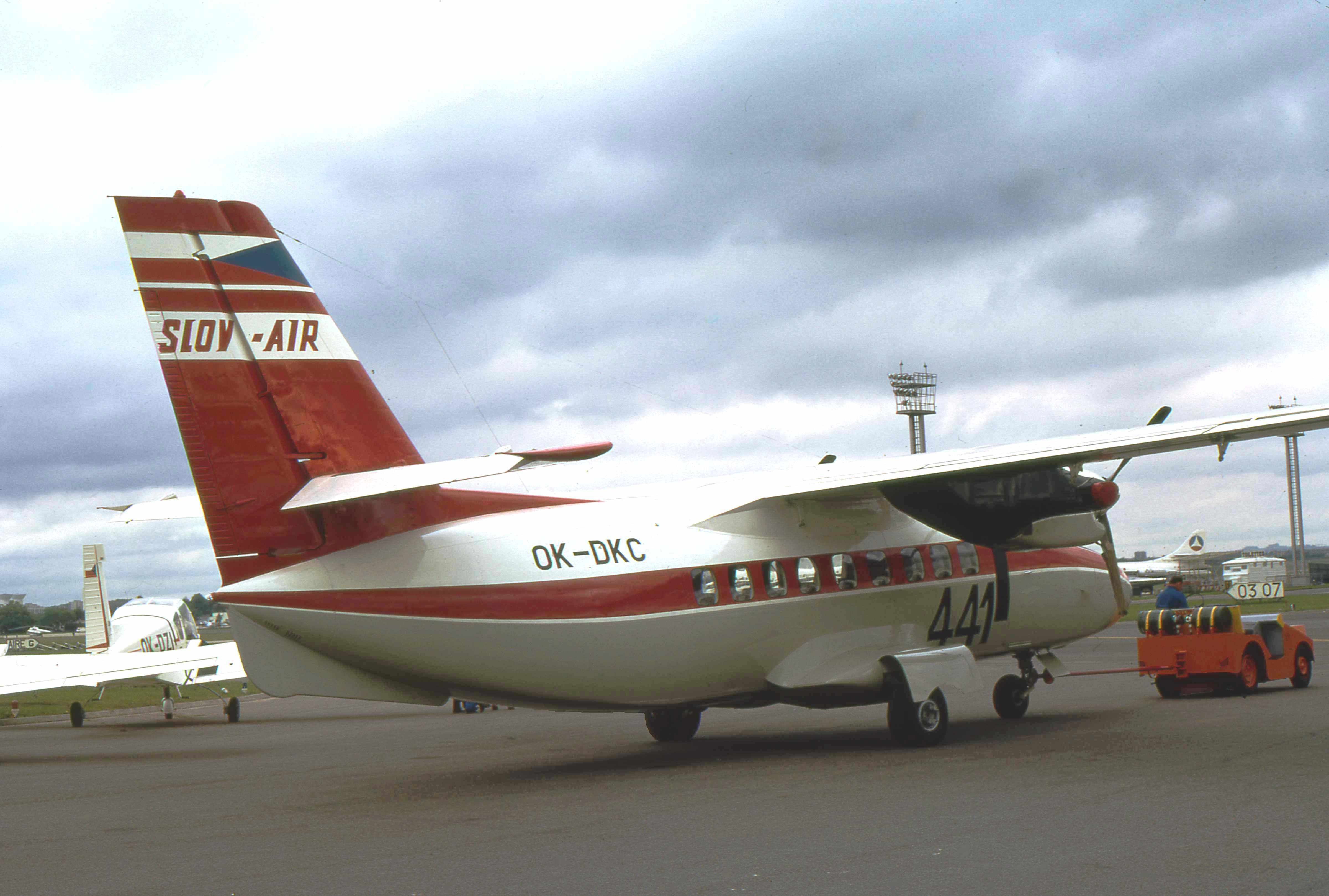
L-410 Slov-Airu na pařížském aerosalonu 1973

Přímým předchůdcem státního podniku Slov-Air byl útvar Agrolet (jako součást Československých aerolinií), který vznikl v roce 1961 k provádění leteckých prací v zemědělství a lesnictví. V roce 1969 formálně Agrolet zanikl a vznikl státní letecký podnik Slov-Air. Za prvotního předchůdce Slov-Airu lze však považovat společnost Baťa, která mimo jiné provozovala od roku 1924 také vlastní leteckou dopravu. Firma Baťa byla v roce 1945 znárodněna (Baťa, n.p.), nicméně její letecké oddělení zůstalo zachováno. Od 1. ledna 1949 firma existovala pod názvem Svit, n.p. Letecké oddělení firmy pak působilo pod obchodní značkou Svitlet, avšak během téhož roku stalo přidruženou součástí Československých aerolinií, které ho jako oddíl pro aerotaxi definitivně pohltily v roce 1951. Tento původní oddíl (v souvislosti se změněným předmětem své činnosti /letecké zemědělské práce/ od poloviny 50. let 20. stol.) byl v roce 1961 reorganizován do specializovaného útvaru ČSA nazvaného Agrolet. Ten pak tvořil v souvislosti s federalizací Československa základ nové firmy (s celostátní působností) pod názvem Slov-Air, podnik pre leteckú činnosť. Útvar Agrolet měl sídlo na Letišti Praha-Ruzyně, nově vzniklý podnik Slov-Air sídlil od vzniku na Letišti Bratislava-Ivánka. Po roce 1992, kdy Slov-Air již neprovozoval leteckou záchrannou službu, se postupně snižoval počet jeho úkolů a v roce 2001 Slov-Air ukončil činnost.

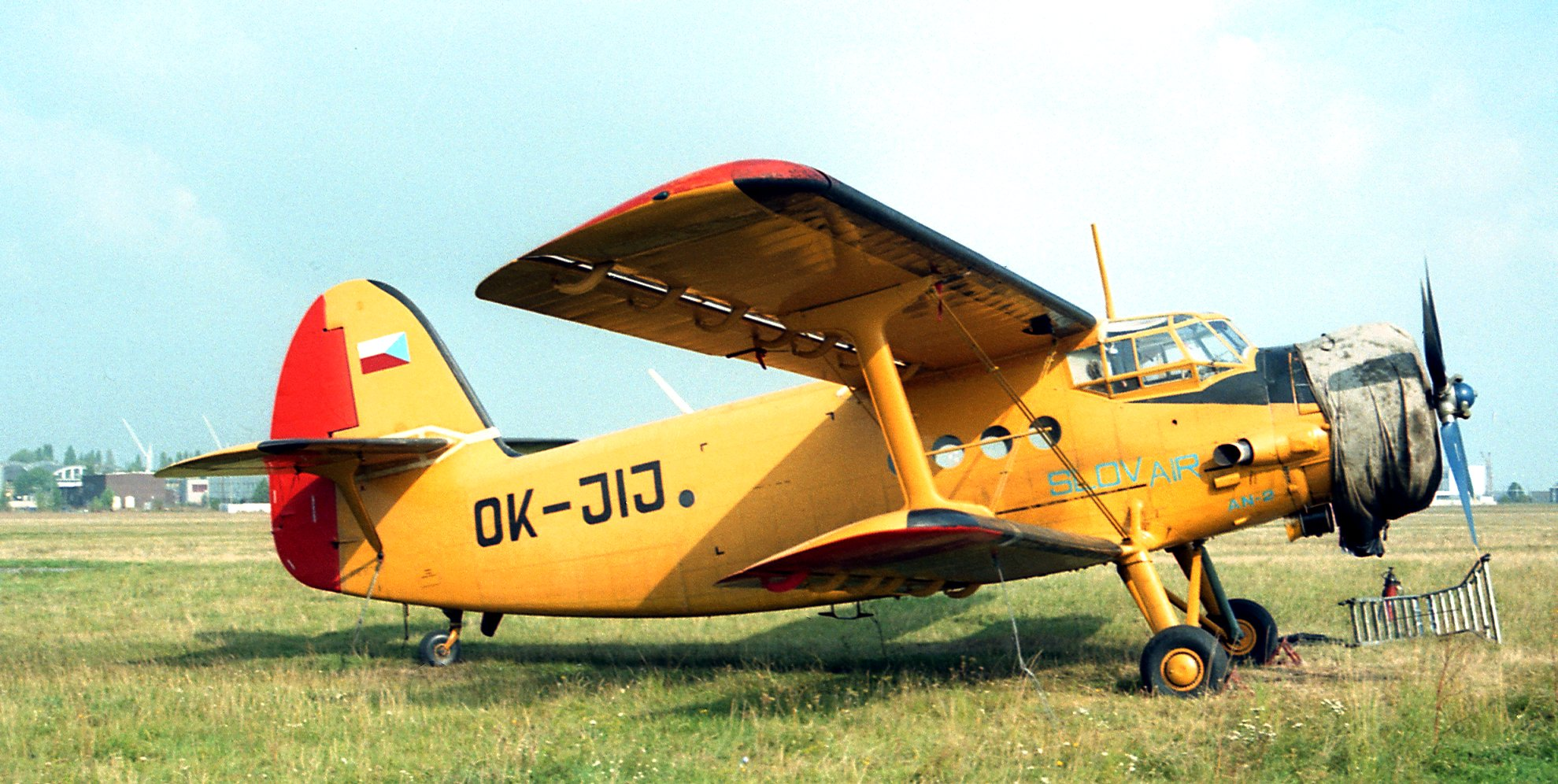
An-2 na letišti Letňany v roce 1990

K 1. lednu 1991 byl v rámci faktické federalizace Československa na základě kompetenčního zákona a delimitačního protokolu převeden na Slov-Air majetek Československých aerolinií na území Slovenska, přičemž Československé aerolinie se staly českým podnikem a Slov-Air se stal slovenským podnikem. Již v roce 1992 však slovenští představitelé začali projevovat s tímto rozdělením nespokojenost s tím, že dělení probíhalo v podmínkách, kdy se ještě nevědělo o zániku Československa, a že na takové dělení by dnes nemohli přistoupit. K dohodě o převodu dalšího podílu ČSA Slovensku však již nikdy nedošlo a slovenskému ultimativnímu požadavku, aby ČSA vypustily ze svého názvu Slovensko, bylo vyhověno až po dalších třech letech.

## Vrtulníky

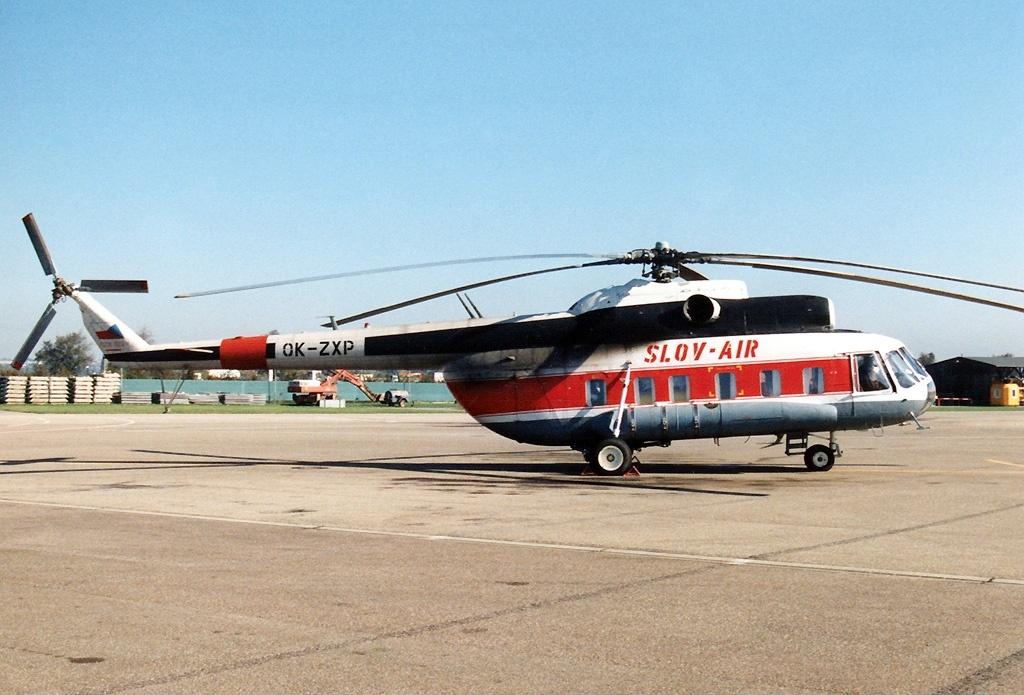
Mi-8 na letišti Stuttgart v roce 1990

Slov-Air využíval zpočátku dva vrtulníky Mil Mi-4, jeden stroj Mil Mi-1 a také vojenský vrtulník Mil Mi-8. Středně těžké vrtulníky Mil Mi-8 byly většinou využívány ke stavebně montážním pracím. Vzhledem k tomu, že vojenské stroje nebyly často k dispozici, měl Slov-Air v letech 1971 až 1973 vrtulník Mil Mi-8 pronajatý od východoněmeckého Interflugu. Od dubna 1970 sloužil u Slov-Airu také jeden vrtulník PZL SM-2. Kvůli nedostatku letecké techniky nakupoval Slov-Air od roku 1973 nové vrtulníky. V roce 1973 se tak ve službě objevily první vrtulníky Mil Mi-8 a od roku 1974 také lehké stroje Mil Mi-2. Vrtulníky byly používány pro stavebně montážní práce, geofyzikální průzkum, vztyčování stožárů vysokého napětí a pro další činnosti, ale největší význam vrtulníků Slov-Airu se projevil se vznikem letecké záchranné služby v Československu v roce 1987.

## Letecká záchranná služba
O vybudování systému organizované letecké záchranné služby na území Československé socialistické republiky se začalo uvažovat teprve v roce 1977. Federální ministerstvo vnitra, ministerstvo zdravotnictví a Ústav národního zdraví začaly shromažďovat informace o provozu letecké záchranné služby v ostatních evropských zemích. Pozornost byla soustředěna především na počet a zaměření letů, ale sbíraly se informace také o stanovištích a vrtulnících letecké záchranné služby.
Letecká záchranná služba zahájila na území Československa činnost oficiálně 1. dubna 1987 v 7:15. Jednalo se o zkušební provoz pro oblast Prahy a Středočeského kraje. Pražský Ústav národního zdraví vyčlenil pro leteckou záchrannou službu zdravotnický personál, Letecká správa Federálního ministerstva vnitra poskytla vrtulníky a Československá státní pojišťovna zajistila finanční krytí projektu. První etapa zkušebního provozu probíhala do 30. května 1987 a zjišťovala ji Letecká správa Federálního ministerstva vnitra, druhá etapa probíhala od 15. července do 30. září 1987 a chod letecké záchranné služby zajišťoval státní podnik Slov-Air.
Systém letecké záchranné služby byl v Československu vybudován mezi lety 1987–1992. Státní podnik Slov-Air zajišťoval svými vrtulníky provoz letecké záchranné služby na téměř všech stanicích letecké záchranné služby. Výjimku tvořily pouze stanice Kryštof 06 v Hradci Králové, Kryštof 13 v Českých Budějovicích, Kryštof 16 v Trenčíně, Kryštof 17 v Havlíčkově Brodě a Kryštof 18 v Liberci, kde sloužily vrtulníky jiných subjektů. Po roce 1992 převzaly provoz na všech stanicích soukromé společnosti nebo jiné státní subjekty.

### Seznam stanic letecké záchranné služby v Československu
| Volací znak | Základna         | Provoz zahájen    |
| Kryštof 01  | Praha            | 1. dubna 1987     |
| Kryštof 02  | Banská Bystrica  | 1. července 1987  |
| Kryštof 03  | Poprad           | 7. prosince 1987  |
| Kryštof 04  | Brno             | 1. července 1988  |
| Kryštof 05  | Ostrava          | 1. srpna 1989     |
| Kryštof 06  | Hradec Králové   | 3. července 1990  |
| Kryštof 07  | Plzeň            | 17. července 1990 |
| Kryštof 08  | Košice           | 1. srpna 1990     |
| Kryštof 09  | Olomouc          | 1. října 1990     |
| Kryštof 10  | Nové Zámky       | 15. října 1990    |
| Kryštof 11  | Bratislava       | 15. října 1990    |
| Kryštof 12  | Jihlava          | 1. května 1991    |
| Kryštof 13  | České Budějovice | 1. května 1991    |
| Kryštof 14  | Žilina           | 1. července 1991  |
| Kryštof 15  | Ústí nad Labem   | září 1991         |
| Kryštof 16  | Trenčín          | 1991              |
| Kryštof 17  | Havlíčkův Brod   | 1992              |
| Kryštof 18  | Liberec          | 1992              |

## Nehody a incidenty
- 31. července 1969 Antonov An-2 (registrace OK-KHD) havaroval poblíž Drogomyślu v Polsku[7]
- Let OI-438 – Dva únosci donutili 18. dubna 1972 pilota letadla na pravidelné vnitrostátní lince Praha–Mariánské Lázně k přistání v Západním Německu.[8][9]

- 8. června 1972 došlo na palubě letadla Slov-Airu za letu z Mariánských Lázní do Prahy (Let L-410, registrace OK-ADN) k obdobnému útoku. Ozbrojený únosce vešel do kokpitu a požadoval změnu kurzu do Západního Německa. V následné potyčce byl jeden pilot zastřelen. Letadlo nemělo dostatek pohonných hmot pro let do Mnichova, jak únosci požadovali, proto přistálo na poli nedaleko Weidingu.[10]

- V září 1981 letadlo Slov-Airu An-2 (registrace OK-KIM) havarovalo poblíž Znojma po dalším pokusu o únos[11]
- 25. srpna 1982 havarovalo letadlo Slov-Airu An-2 (registrace OK-JIK) nedaleko Smědavy[12]
- 13. března 1992 bylo letadlo Slov-Airu Let L-410 (registrace OK-PDI) s devíti pasažéry na palubě neopravitelně poškozeno při nouzovém přistání na žilinském letišti[13]